# ちゅるのうた3
『ちゅるのうた3』は、2014年8月20日にポニーキャニオンから発売されたつるの剛士のミニアルバムである。

## 概要
2011年に発売された『ちゅるのうた』、2013年に発売された前作『ちゅるのうた』と同じく『親子で楽しめる』コンセプトになっており、今作もアニメの曲や童謡のカバーなどが収録されているが、今作にはDVDは付属されていない。
先行配信された2曲に加え、カバー曲とオリジナル楽曲が収録されている。

## 収録曲

### CD
1. 29Qのうた
作詞：藤林聖子、作曲・編曲：佐々木章
  - NHK『みんなのうた』(2014年4月の楽曲)
2. チャギントン絵かき歌2
作詞：ヤポンスキーこばやし画伯、作曲：牧戸太郎
  - CGアニメ『チャギントン』（フジテレビ系）の絵かき歌。
3. おふろのかぞえうた
作詞：高田ひろお、作曲：茅蔵人、編曲：今谷忠弘、中村圭作
  - 今谷忠弘と中村圭作がプロデュース。
4. 愛をとりもどせ!!
作詞：中村公晴、作曲：山下三智夫、編曲：DiSiLLUSiONS
  - ジョージ・リンチ(Dokken)がギターで参加。
5. 薔薇は美しく散る
作詞：山上路夫、作曲：馬飼野康二、編曲：中村圭作
6. ラブ&ピース
作詞：藤林聖子、作曲・編曲：佐々木章